# MOON PRIDE
「MOON PRIDE」（ムーン プライド）は、2014年7月30日に発売された、ももいろクローバーZの12枚目のシングル。
テレビ朝日系アニメ『美少女戦士セーラームーン』から17年ぶりの新作となる、『美少女戦士セーラームーンCrystal』のテーマ曲を収録。アニメ版監督の境宗久は、ももいろクローバーZを起用した理由として「元気な女の子たち」や「憧れ」というキーワードを挙げ、「作品の世界観に合っていたから」とした。
本シングルには収録されなかった、ももいろクローバーZがカバーする「ムーンライト伝説」と「タキシード・ミラージュ」は、アルバム『美少女戦士セーラームーン THE 20TH ANNIVERSARY MEMORIAL TRIBUTE』に収録されている。

## 収録曲解説

### MOON PRIDE
作詞・作曲・編曲：Revo
歌詞・動画 - 歌ネット
オープニング主題歌。この曲を手がけたRevoは、アニメ『進撃の巨人』のテーマ「紅蓮の弓矢」「自由の翼」などの代表作で知られる。RevoはMOON PRIDEの仕上がりについて「アイドルの楽曲としては禁則に近い複雑なハーモニーを用いましたが、見事に応えてくれた」とコメントしている。ギター演奏はマーティ・フリードマンが担当（「猛烈宇宙交響曲・第七楽章「無限の愛」」以来、2度目の参加となった）。
2018年9月に、シングルトラックとして音楽配信ゴールド認定（10万ダウンロード以上）を受けている。
2019年には、「MOON PRIDE -ZZ ver.-（ダブルゼータ バージョン）」を、有安杏果卒業後の4人バージョンとして制作。アルバム『MOMOIRO CLOVER Z』初回限定盤Bの特典CDに収録された。2021年リリースのシングル「月色Chainon」にも収録。

### 月虹
読み：げっこう
作詞：白薔薇 sumire / 作曲・編曲：小坂明子
歌詞・動画 - 歌ネット
エンディング主題歌。作曲・編曲の小坂明子は「タキシード・ミラージュ」「Moon Revenge」「ラ・ソウルジャー（La Soldier）」といった数々のセーラームーンソングを手がけてきたことで知られる。作詞の白薔薇sumireはセーラームーンの原作者である武内直子の別名義。
2021年には、「月虹 -ZZ ver.-（ダブルゼータ バージョン）」を、有安杏果卒業後の4人バージョンとして制作。シングル「月色Chainon」に収録された。

### Moon Revenge
作詞：冬杜花代子 / 作曲：小坂明子 / 編曲：橋本由香利
歌詞・動画 - 歌ネット
1993年のアニメ映画『劇場版美少女戦士セーラームーンR』主題歌（歌：三石琴乃・久川綾・富沢美智恵・篠原恵美・深見梨加）のカバー。
オリジナル版と異なる点として、バックコーラスやSE（サウンドエフェクト）の追加、ドラムスの強化が挙げられる。さらに、2番目のサビ終わりから3番目のサビに入るまで西川進によるギターソロが追加されている（オリジナル版は2番目のサビ終わりからすぐに3番目のサビに入る）。
2021年には、「Moon Revenge -ZZ ver.-（ダブルゼータ バージョン）」を、有安杏果卒業後の4人バージョンとして制作。シングル「月色Chainon」に収録された。

## 参加ミュージシャン
MOON PRIDE
- エレクトリック・ギター：マーティ・フリードマン
- ベース：長谷川淳
- ピアノ & オルガン：五十嵐宏治
- ドラム：淳士
- ストリングス：弦一徹ストリングス
- ティンパニ：三沢またろう
- プログラミング：Revo

月虹
- フレンチ・ホルン：ジョナサン・ハミル、萩原顕彰、上間善之、井上華
- エレクトリック・ギター：古川望
- ストリングス：弦一徹ストリングス
- プログラミング：小坂明子

Moon Revenge
- プログラミング：橋本由香利
- ギター：西川進
- コーラス：渡部沙智子

## トラックリスト

### セーラームーン盤
1. MOON PRIDE [3:43]
2. 月虹 [4:22]
3. MOON PRIDE（off vocal ver.）
4. 月虹（off vocal ver.）

Blu-ray：MOON PRIDE（ミュージック・ビデオ）

### ももクロ盤
1. MOON PRIDE
2. 月虹
3. MOON Revenge [4:26]
4. MOON PRIDE（off vocal ver.）
5. 月虹（off vocal ver.）
6. Moon Revenge（off vocal ver.）

## カバー
- Pastel*Palettes［丸山彩（前島亜美）］ - ゲーム『バンドリ! ガールズバンドパーティ!』に収録（2017年5月23日追加[8]）。